# SMS Kaiser (1911)

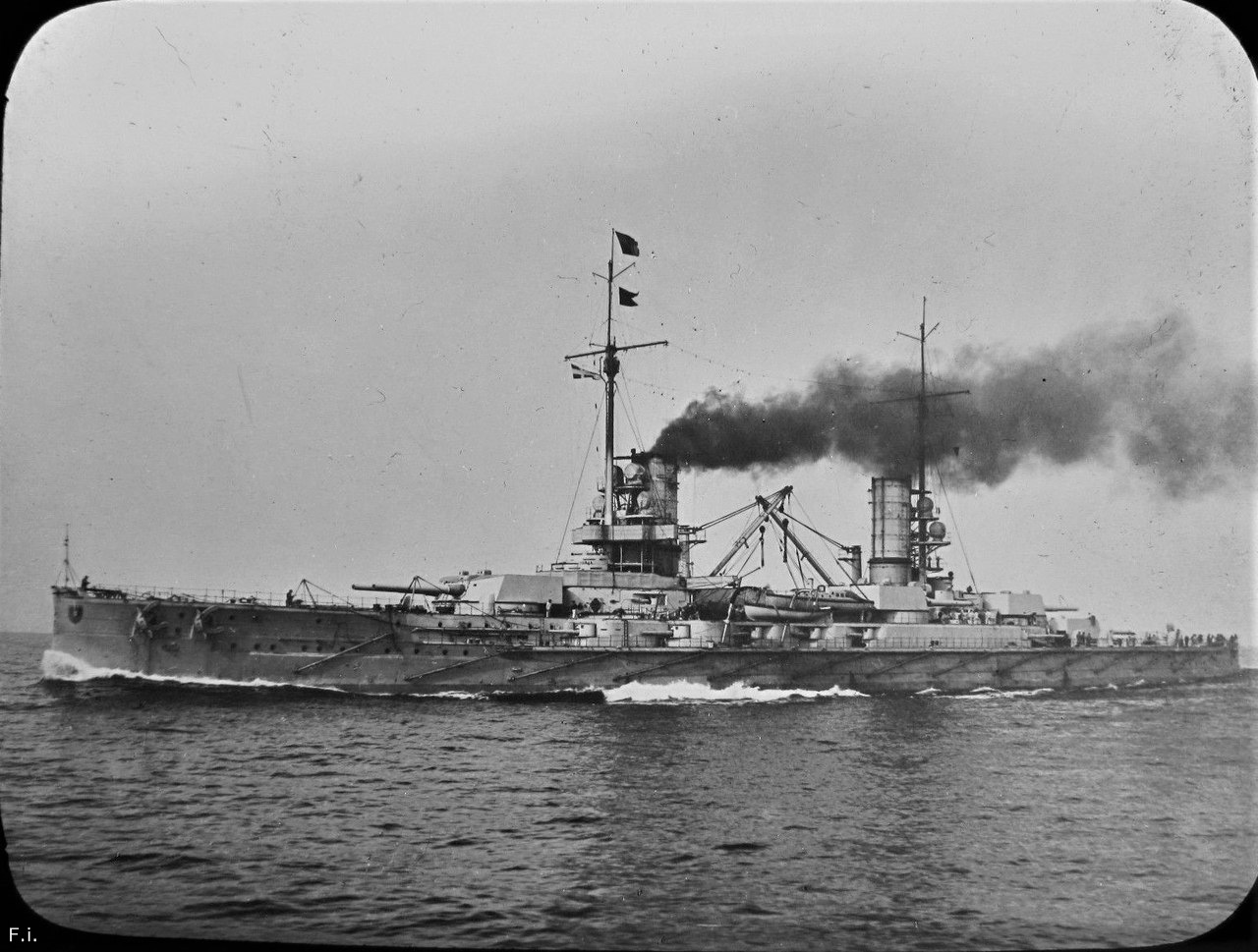
SMS Kaiser.

SMS Kaiser var ett slagskepp av Kaiser-klass i tyska Kaiserliche Marine. Kaiser byggdes vid Kaiserliche Werft i Kiel och sjösattes den 22 mars 1911 och sattes i tjänst den 1 augusti 1912. Fartyget var utrustat med 30,5 cm kanoner i fem tvillingkanontorn och hade en topphastighet på 23,4 knop (43,3 km/h). Kaiser överläts till III-eskadern i Högsjöflottan under den största delen av första världskriget.